# Energia radiante

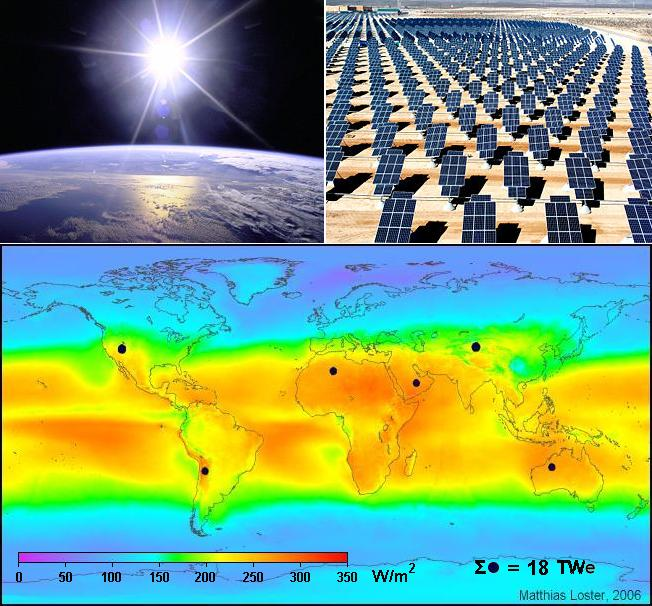
La luce visibile come la luce solare trasporta energia radiante, che viene utilizzata nella generazione di energia solare.

In fisica, e in particolare in radiometria, l'energia radiante è l'energia della radiazione elettromagnetica o gravitazionale. Come energia, la sua unità nel SI è il joule (J). La quantità di energia radiante può essere calcolata integrando il flusso radiante (o potenza) rispetto al tempo. Per indicare l'energia radiante viene spesso usato in letteratura il simbolo Qe (dove "e" sta per "energetico", per evitare confusione con le grandezze fotometriche). Nei rami della fisica diversi dalla radiometria, l'energia elettromagnetica è indicata con E o W. Il termine viene utilizzato in particolare quando la radiazione elettromagnetica viene emessa da una sorgente nell'ambiente circostante. Questa radiazione può essere visibile o invisibile all'occhio umano.

## Uso e storia della terminologia
Il termine "energia radiante" è più comunemente utilizzato nei campi della radiometria, dell'energia solare, del riscaldamento e dell'illuminazione, ma talvolta è utilizzato anche in altri campi (come le telecomunicazioni). Nelle moderne applicazioni che comportano la trasmissione di potenza da un luogo all'altro, "energia radiante" viene talvolta utilizzata per riferirsi alle onde elettromagnetiche stesse, piuttosto che alla loro energia (una proprietà delle onde). In passato è stato utilizzato anche il termine "energia elettroradiante".
Il termine "energia radiante" si applica anche alla radiazione gravitazionale. Ad esempio, le prime onde gravitazionali mai osservate sono state prodotte da una collisione di un buco nero che ha emesso circa 5,3×1047 J di energia gravitazionale.